# Rib Lake
Rib Lake és una població dels Estats Units a l'estat de Wisconsin. Segons el cens del 2000 tenia 878 habitants.

## Demografia
Segons el cens del 2000, Rib Lake tenia 878 habitants, 356 habitatges, i 206 famílies. La densitat de població era de 181,3 habitants per km².
Dels 356 habitatges en un 27% hi vivien nens de menys de 18 anys, en un 44,7% hi vivien parelles casades, en un 9,6% dones solteres, i en un 41,9% no eren unitats familiars. En el 37,6% dels habitatges hi vivien persones soles el 24,7% de les quals corresponia a persones de 65 anys o més que vivien soles. El nombre mitjà de persones vivint en cada habitatge era de 2,28 i el nombre mitjà de persones que vivien en cada família era de 3,02.
Per edats la població es repartia de la següent manera: un 22,9% tenia menys de 18 anys, un 8,1% entre 18 i 24, un 22,3% entre 25 i 44, un 21,9% de 45 a 60 i un 24,8% 65 anys o més.
L'edat mediana era de 41 anys. Per cada 100 dones de 18 o més anys hi havia 82 homes.
La renda mediana per habitatge era de 32.222 $ i la renda mediana per família de 41.667 $. Els homes tenien una renda mediana de 30.268 $ mentre que les dones 18.750 $. La renda per capita de la població era de 14.571 $. Aproximadament el 7,7% de les famílies i el 12,1% de la població estaven per davall del llindar de pobresa.

## Poblacions més properes
El següent diagrama mostra les poblacions més properes.